# Synodontis nigromaculatus
Synodontis nigromaculatus (Синодонтіс чорноплямистий) — вид риб з роду Synodontis родини Лорікарієві ряду сомоподібні. Інша назва «плямистий пискун».

## Опис
Загальна довжина сягає 38,5 см (в акваріумі — 20-25 см) при вазі 315 г. Спостерігається статевий диморфізм: самиці більші за самців. Голова коротка, трохи сплощена зверху, з вираженим вузьким, кістлявим, зовнішнім виступом. Очі великі. Є 3 пари вусів, з яких 1 пара на верхній щелепі є найдовшою. Губи великі. Рот великий, розташовано у нижній частині голови. Зуби переважно короткі та гострі. Тулуб масивний, присадкуватий. Спинний та грудні плавці мають сильно розвинуті передні промені з гострими шипами на кінцях. Жировий плавець довгий, великий, майже зливається зі спинним та хвостовим плавцями. Анальний плавець складається з 4 нерозгалужених та 7 розгалужених променів. Хвостовий плавець сильно роздвоєно, верхня лопать довша за нижню. Краї лопатей доволі довгі.
Забарвлення мінлива в залежності від стану риби: від попелясто-сірого з дрібними чорними плямочками до оливково-зеленого. Черево має більш інтенсивний колір. Плавці — сірувато-оливкові. Мальки до 3-4-місячного віку мають вертикальні, широкі темні смуги, що чергуються з більш вузькими смугами яскраво-жовтого кольору. З віком вони щезають.

## Спосіб життя
Є бентопелагічною рибою. Зустрічається у лагунах, невеличких річках, каналах, заплавах з численною рослинністю та скелястим дном. Утворює великі косяки. Вдень ховається серед корчів та каміння. Живиться комахами, равликами, насінням, водоростевими обростаннями, детритом.
Статева зрілість настає у 1,5 роки. Нерест відбувається під час сезону дощів: в період з липня до жовтня.

## Розповсюдження
Мешкає у верхів'ях річки Касаї, Замбезі, Лімпопо, Окаванго, озерах Малаві, Танганьїка, Чіута, Бангвеулу — в межах Анголи, Ботсвани, Демократичої республіки Конго, Мозамбіку, Намібії, ПАР, Замбії і Зімбабве.